# 比特彗星
比特彗星是一個用C++語言為Microsoft Windows平台編寫的BitTorrent客戶端軟件，也可用于HTTP/FTP下载，并可选装“eMule插件”通过电驴网络进行BitTorrent/电驴同时下载。

## 歷史
2003年，BitComet的创始人冉宁煜，开始研究如何使用C++实现BT客户端，并且在2003年11月份发布了BitComet的第一个稳定版本。BitComet團隊成員亦有技术总监王兴以及对外负责人黄希威。
2004年1月，BitComet开始引起各界瞩目，同时用户数量也大规模的上升。
2006年6月1日，BitComet公司化，以「上海柯慧网络科技有限公司」运营。

## 功能
它的特性包括同時下載，下載隊列，從多文件种子中選擇下載單個文件，快速恢復下載，磁碟快取，速度限制，連接埠映射，代理伺服器和IP地址過濾，种子市场等。版本0.59中加入了公用DHT網絡的支持，版本1.01中加入反吸血（针对迅雷）功能。

## 爭議與批評

### 回傳雜湊值
BitComet 0.86之後的版本會將下載中種子的雜湊值回傳給bitcomet.com伺服器，以用於將來的狀態追踨與討論功能。目前並沒有辦法關閉此功能，因此有些使用者擔心他們所有的BT活動被紀錄下來所牽涉到的隱私問題。

### 廣告軟體
BitComet官方網頁上宣稱"BitComet does not contain any adware or spyware"（BitComet不含有任何廣告軟體或間諜軟體）。
然而，目前的版本預設是會顯示廣告的，但是可以手動屏蔽廣告。

### DHT濫用
BitComet的0.60版植入當時還很新的DHT功能，使其可利用tracker的私有旗標，因而不受歡迎。這個功能允許使用者避開私人tracker常見的上下載比限制，許多私人tracker則以阻擋BitComet 0.60版來回應。BitComet作者在此事件後，將用戶端軟體改回了0.59版。0.61版則修正了DHT濫用的問題。

### 超級種子
在2007年初，BitTornado的作者John Hoffman嚴詞批評BitComet使用卑劣的手段欺騙超級種子，犧牲其他下載者的權益。"BitComet已經證明了自己是個有害的軟體，它也逼的我不得不採取我不想使用的措施。我將在我的客戶端軟體（BitTornado）以及tracker中擋掉所有來自BitComet的連線。"
BitComet在1.16（2009）版本加入了超級種子功能（v1.16界面改進：BT任務內容對話框進階設定頁面增加"超級種子"選項）。

### 文件分塊對齊
從0.85版開始，BitComet在種子製作介面新增了一個預設開啟的選項，使得種子檔內的兩個檔案不會佔用同一個區塊。此功能使得BitComet能夠從非BT的來源（如http/ftp伺服器或是ed2k網路）下載檔案。為了達成此目的，BitComet會在每個檔案的最後一個區塊加入一個填充檔（padding file文件）。這些檔案在BitComet中是看不到也不會造成任何影響的，但是對於其他BT軟體的使用者來說，處理這些檔案會造成許多額外的麻煩。

### 长效种子
从0.93版开始，BitComet加入了名为“长效种子”的新功能，当开启该功能后，所有完成的任务，无论开启与否，都会给其他BitComet客户端上传数据（但是其他的BT客户端无法接收该数据）。此功能被认为可以增加种子的有效时间，但某些人认为该功能具有吸血特性--在下载时BitComet能连接到更多的资源，但是其上传给其他BT客户端的数据却相对变少，这样会渐渐形成一个变相吸血的私有网络。
長效種子功能與迅雷的P2SP、快車的P4S相似。

### “eMule插件”
BitComet官方提供了“eMule插件”和“eMule插件（Xtreme版）”，可以通过eDonkey网络（即eD2k或电驴网络）下载来源。
BitComet官方声明插件在eMule基础上修改而成，BitComet有提供“eMule插件”source code的下载链接。，但代码似乎跟发布版本不匹配，可能违反eMule的GPL开源协议；同时，官方声明的“遵循P2P共享精神”也有一定争议。BitComet的“eMule插件”在连接到eDonkey网络时，被eMule Xtreme Mod等eMule Mod的动态反吸血驴保护功能所屏蔽。